# Кузнецов Ксанфій Андрійович
Кса́нфій Андрі́йович Кузнецо́в (9 [22] березня 1913, с. Новий Дурулгуй, нині Забайкальський край, Росія — 9 березня 1984, Київ, Україна) — український радянський скульптор.

## Біографія
Народився в родині Андрія Герасимовича Кузнецова, осавула Забайкальського козацького війська.
Мистецька освіта: Іркутське художнє училище (викладач О. Вологдін), Московський інститут прикладного та декоративного мистецтва, факультет монументально-декоративної скульптури (викладачі: Б. Ланге, М. Манізер, В. Яковлев), диплом з відзнакою (1949).

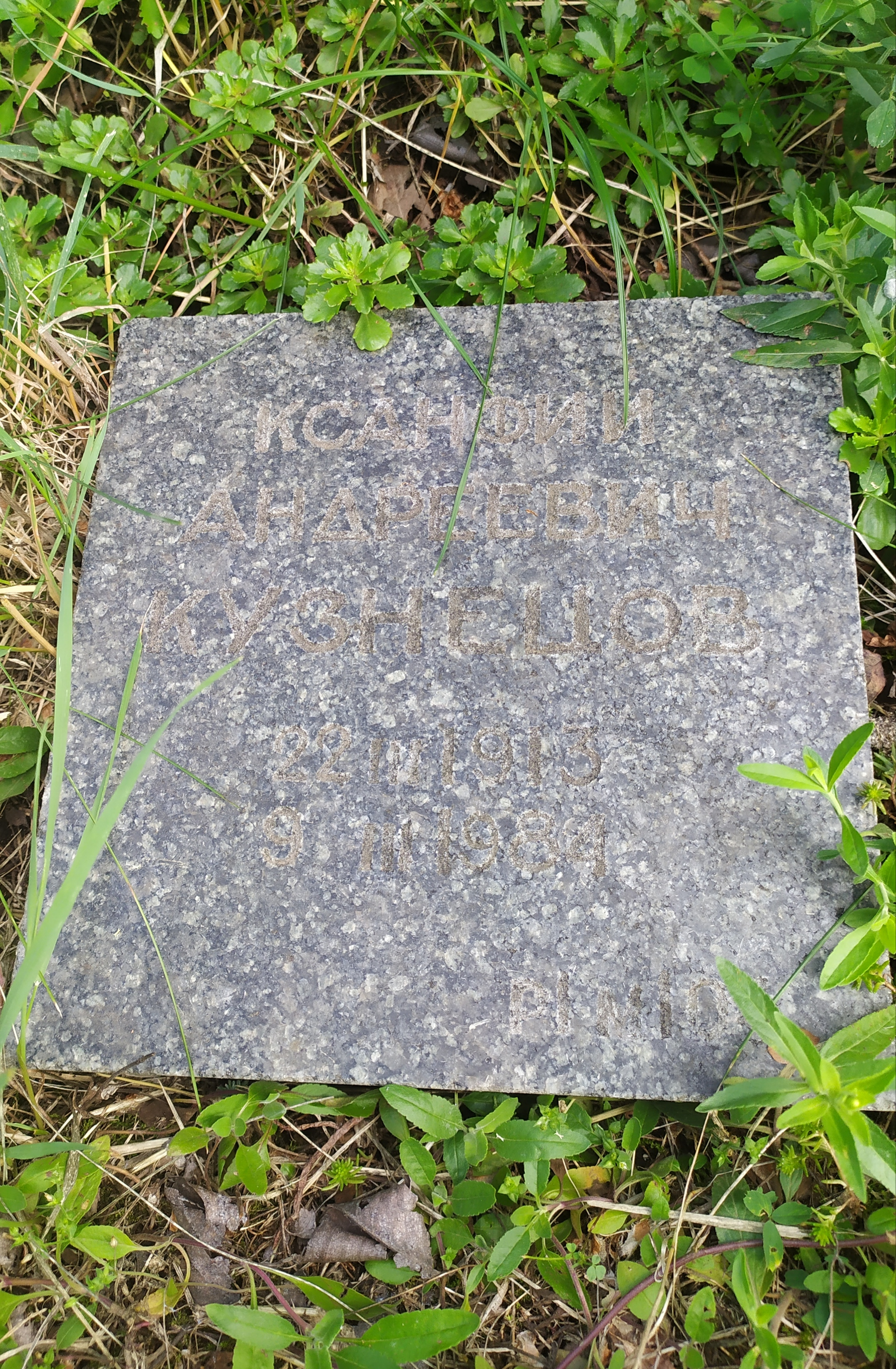
Могила Ксанфія Кузнецова, Байкове кладовище

З 1950 року — член Спілки художників СРСР, учасник багатьох виставок і конкурсів. Ряд робіт зберігається в музеях Росії та України.
Брав участь у відновленні скульптурно-архітектурного оздоблення столиці України — Києва, уманського парку-заповідника «Софіївка».
Помер у 70-річному віці 9 березня 1984 року. Був кремований, прах похований у колумбарії Байкового кладовища (ділянка № 1, тераса № 3, 50°24′56.82″ пн. ш. 30°30′16.82″ сх. д. / 50.4157833° пн. ш. 30.5046722° сх. д.).

### Родина
- Дружина — Зоя Андріївна Кузнецова (до шлюбу Ямишева, нар. 17.05.1937), випускниця консерваторії, володарка сопрано, але співоча кар'єра не склалася через війну. Закінчила юридичний інститут, працювала у військовому трибуналі, регенткою церковного хору).
- Дочка — Марія Ксанфіївна Кузнецова (в шлюбі Потіха), закінчила Читинський медичний інститут в 1959 році, лікарка оториноларинголог вищої категорії. Має подяку Міністра охорони здоров'я. Дочка з сім'єю живе на Кубані, станиця Брюховецька.

## Творчість
- Барельєф «Євген Вахтангов» (Державний академічний театр ім. Є. Вахтангова, Москва).
- Монументальні композиції «Мир» і «Дніпровський простір» («Яхтсмени»), не збереглася[1], (обидві в співавторстві, обидві в Києві біля станції метро «Дніпро»).
- Станкові композиції «Коваль Вакула», «Козак», «Кобзар», «Тарас Бульба», «Варнак», «Два матроса», «В лісі прифронтовому», портрети «Школярка», «Студент», «Старий партизан», «Ливарник», «Академік Петро Чайка», «Драматург Михайло Старицький», «Гетьман Петро Сагайдачний», «Генерал Андрій Олейников», «Професор Вадим Телешев», «Скульптор Іван Горовий».
- Пам'ятники Кіндратові Булавіну (м. Бахмут), Леніну (м. Черкаси), співаку Борису Гмирі (м. Київ), Юрію Коцюбинському (Чернігів)
- Меморіальні дошки Сергію Корольову (1968), Володимиру Комарову (1969), Глібу Кржижановському (1970), Олексію Кундзічу (1966), Петру Нестерову (1977), Івану Неході (1972), Дмитру Ульянову (1970, вул. Євгена Чикаленка, 32, втрачено; 1970, вул. Богдана Хмельницького, 80, втрачено), Ульяновим (1970, вул. Лабораторна, 12, замінена 1982 року; 1970, вул. Кудрявська, 10, замінена 1982 року) у Києві (спільно з архітектором В. Г. Гнєздиловим),
- Меморіальний комплекс (у співавторстві) «Савур-могила» (поблизу м. Донецька).

## Зображення

### Монументи та пам'ятники

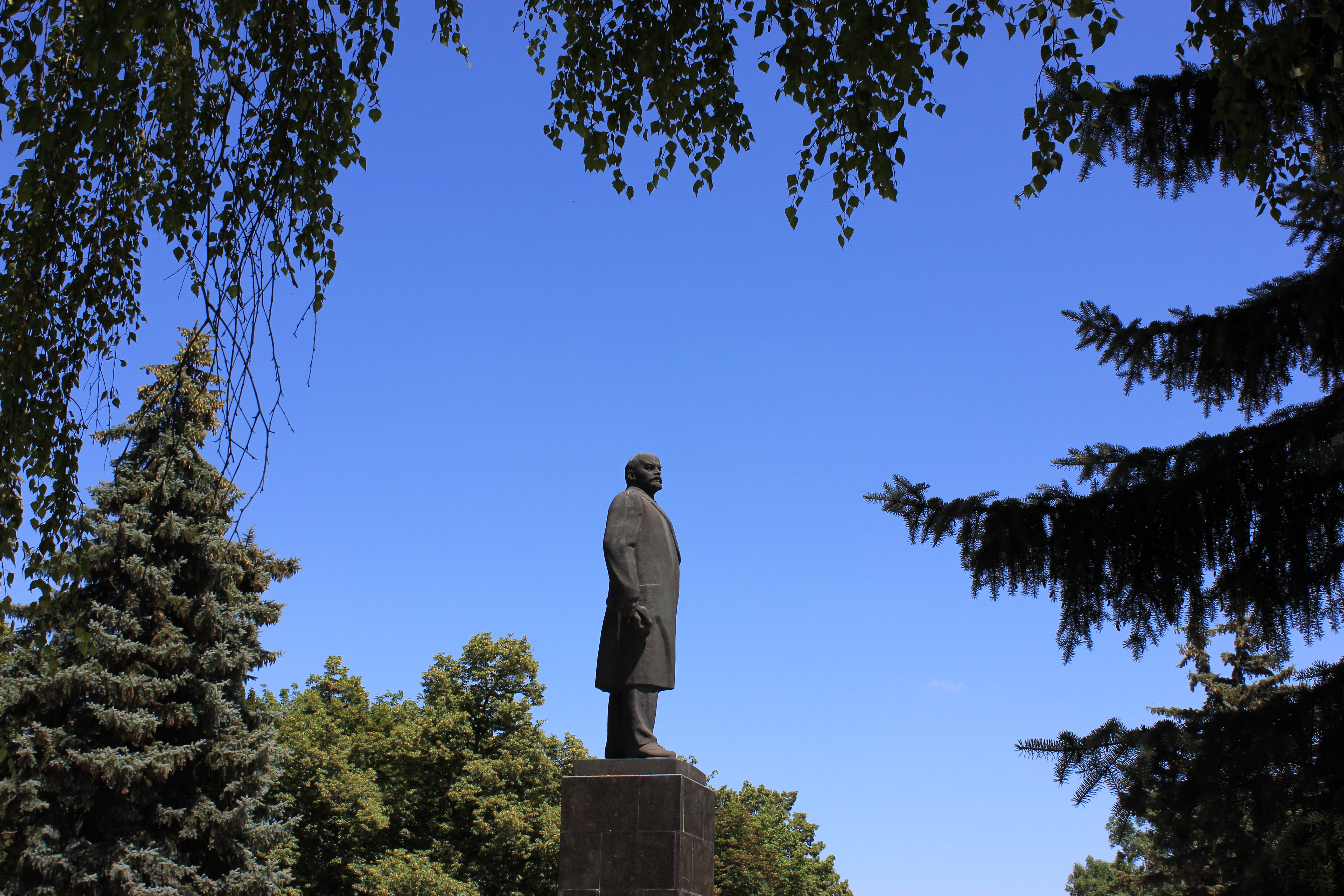
Пам'ятник В. І. Леніну в Артемівську
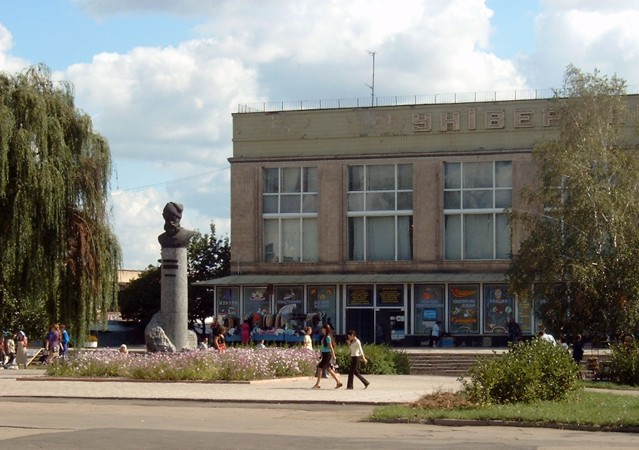
Пам'ятник К. Булавіну в Артемівську
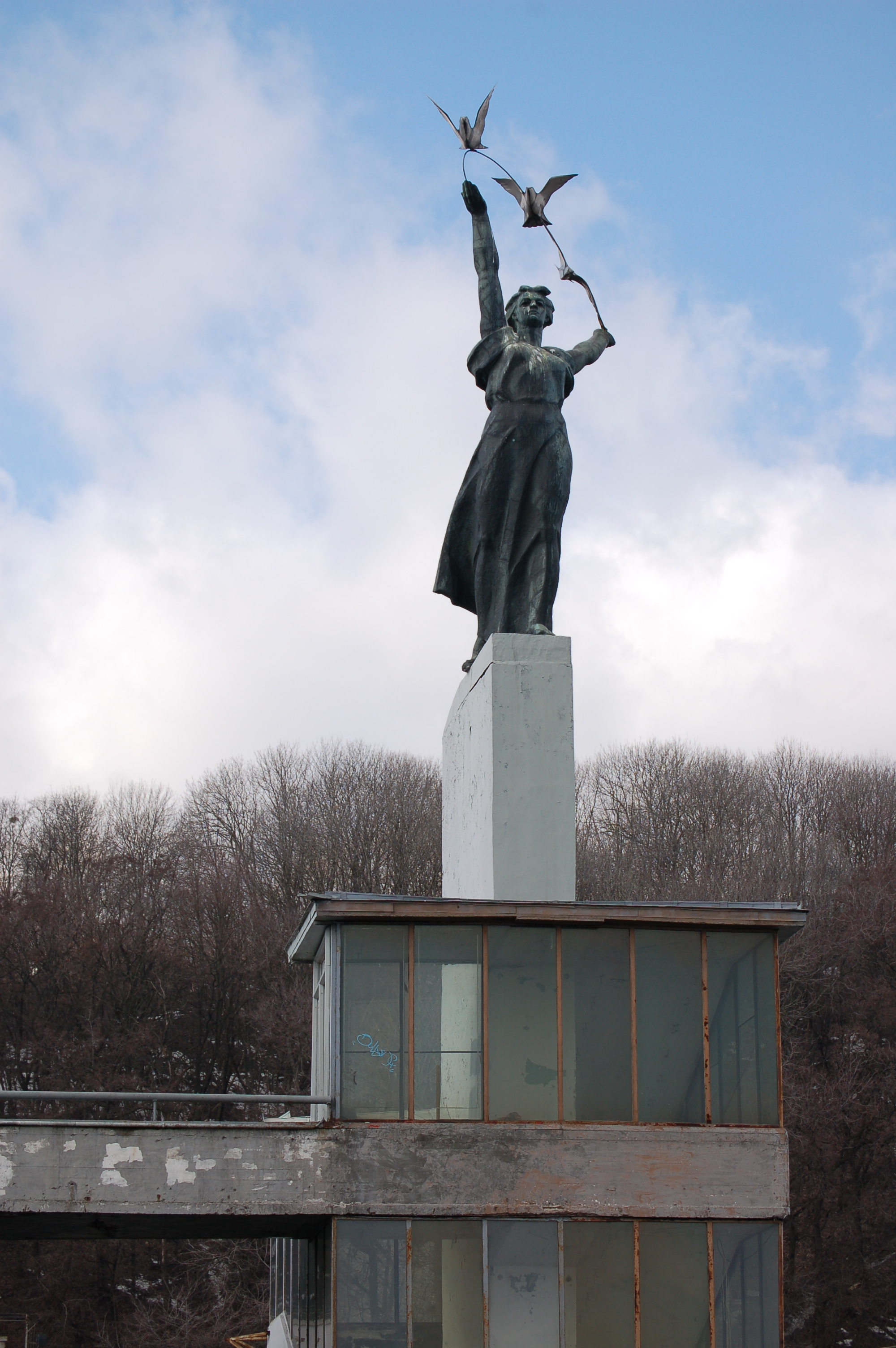
Монументальна скульптура «Мир» на станції метро «Дніпро»
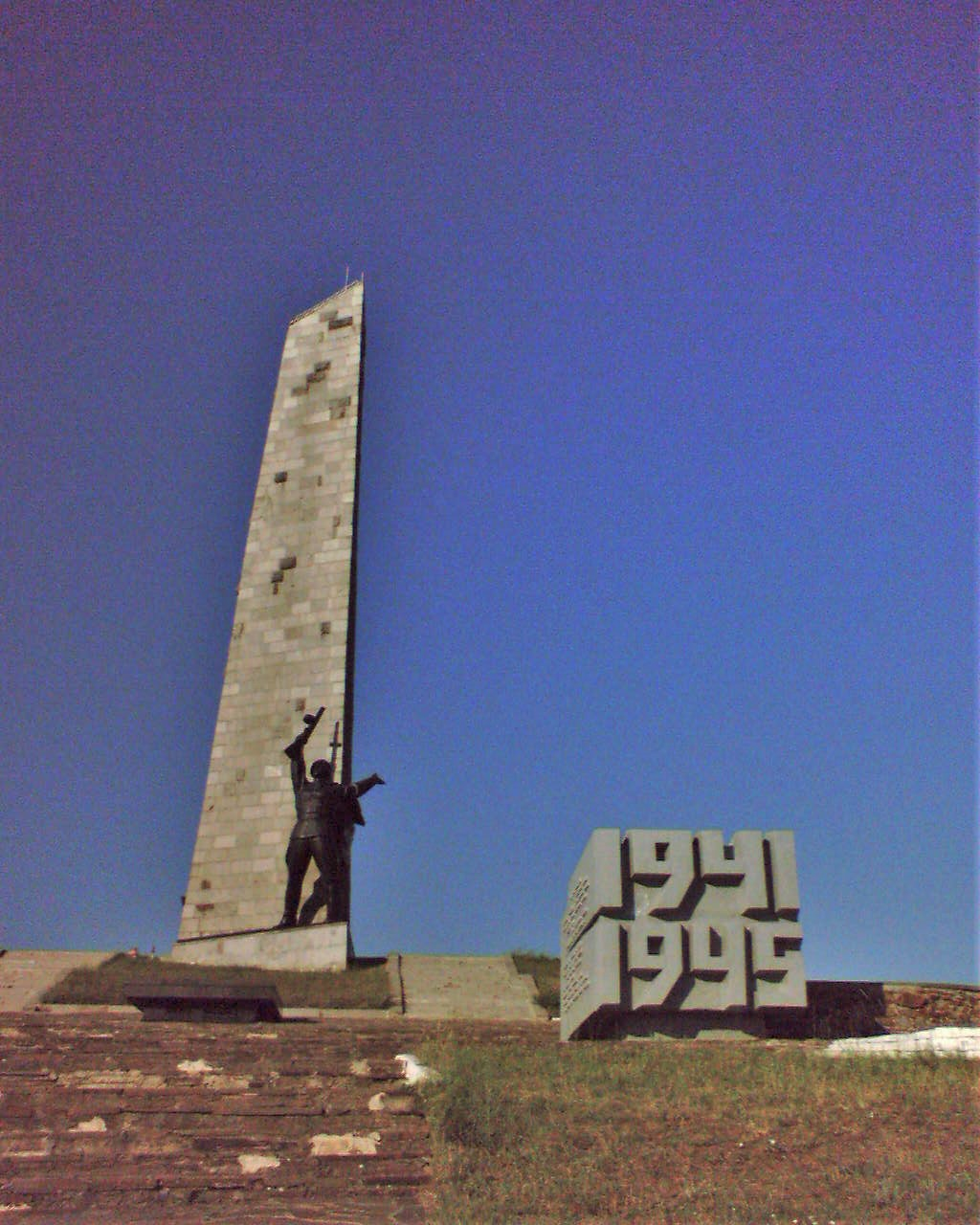
Обеліск на Савур-Могилі

Надгробок Володимира Заболотного на Байковому кладовищі
Надгробок Бориса Гмирі на Байковому кладовищі
Надгробок Олександра Лур'є на Лук'янівському кладовищі

### Меморіальні дошки

Сергію Корольову (Берестейський проспект, 37)
Глібу Кржижановському (вул. Терещенківська, 11)
Олексію Кундзічу (вул. Богдана Хмельницького, 68)
Петру Нестерову (вул. Князів Острозьких, 5)
Івану Неході (вул. Хрещатик, 15)